# Freddy Superlano
Freddy Francisco Superlano Salinas (Barinas, Venezuela, 25 de junio de 1976) es un político, docente e ingeniero de sistemas venezolano. Diputado a la Asamblea Nacional de Venezuela electa en 2015 en donde fue presidente de la Comisión Permanente de Contraloría de la Asamblea Nacional de Venezuela hasta el 1 de diciembre de 2019, a la cual Superlano renunció para facilitar las investigaciones luego de sucesos de corrupción dentro de la comisión, hecho que ejecutó para facilitar las investigaciones de las cuales salió sin consecuencias civiles o penales.

## Biografía

### Vida personal y profesional
Nació el 25 de junio de 1976) en (Barinas, estado Barinas, Venezuela, hijo de Marlene Salinas y Simón Superlano, ambos residenciados en la mencionada ciudad, entidad en la que creció y se formó académicamente, egresando de un bachillerato técnico con mención en "construcción civil", formación que le permitió trabajar en el rubro desde los 18 años de edad, cuyos ingresos le permitieron ser el sustento de hogar y emprender estudios técnicos en Informática, los cuales más tarde complementaria al hacer equivalencia de su entonces título de T.S.U. para alcanzar el nivel profesional logrando convertirse en Ingeniero de Sistemas.
Superlano ha sido una persona creyente de la formación académica razón por el cual estudió Licenciatura en Educación básica, lo que le llevó a trabajar 15 años como docente de aula siendo licenciado en Educación básica mención: geografía e historia.
Estudió Gerencia Pública como herramienta política para ejercer bien y de manera correcta en materia de administración pública, lo cual le ha permitido complementar con su ejercicio vocacional el cual es la política, habiendo sido diputado.

### Formación política
Sus padres fueron dirigentes de Acción Democrática, partido en el cual incursionó como secretario juvenil años más tarde. Dejó la política en 2004 y tres años luego volvió a trabajar con una asociación civil llamada Redes Ciudadanas, conoció al dirigente Leopoldo López, intercambiaron ideas y posteriormente ingresó a las filas de Voluntad Popular. Fue coordinador regional del partido VP en el estado Barinas, hasta el año 2022 luego de dar un salto al ser electo como Coordinador Político de ese mismo partido y responsable encargado dentro del territorio venezolano tras el exilio de Leopoldo López.

## Carrera política

### Diputado a la Asamblea Nacional de 2015
Fue electo diputado a la Asamblea Nacional de Venezuela en diciembre de 2015 para el periodo 2016-2021. El 15 de enero de 2018 es designado como presidente de la Comisión Permanente de Contraloría del Parlamento venezolano.

### Elecciones a la gobernación en Barinas en 2017
Tras la convocatoria de elecciones regionales para el año 2017 se presentó como precandidato de la Mesa de la Unidad Democrática en donde resultó ganador en un proceso primario, lo que le permitió participar como abanderado de los principales partidos de oposición en las elecciones regionales de 2017, fue candidato a la gobernación de Barinas por Voluntad Popular, obteniendo 153.719 votos (44.14%), perdiendo frente al candidato oficialista Argenis Chávez, resultados que desconoció por denunciar ventajismo durante el proceso, así como uso indebido de los recursos del estado.

### Envenenamiento en 2019
El 23 de febrero de 2019, durante los días del acto de ayuda humanitaria en la ciudad de Cúcuta, Superlano y su asistente y primo, Carlos José Salinas, fueron víctimas de una intoxicación al estar en un bar, en esa ciudad colombiana. Ambos fueron trasladados a un centro de salud, sin embargo, Salinas no logró estabilizarse y falleció. El senador estadounidense Marco Rubio dio a conocer el hecho, afirmando que fue un envenenamiento, mostrando sus condolencias a la familia de Salinas. La intoxicación fue con escopolamina (burundanga) por intermedio de dos mujeres desconocidas.

Situación grave en desarrollo ahora mismo dentro de Colombia.  Freddy Superlano, un miembro de la Asamblea Nacional de Venezuela, fue envenenado esta mañana en el desayuno dentro de Cúcuta y está en grave estado en el hospital. Su ayudante Carlos Salinas ha muerto por envenenamiento
Marco Rubio

El diputado Ángel Álvarez Gil condenó el acontecimiento. El diputado Freddy Guevara se solidarizó con los familiares de Salinas. Otros medios informaron que Superlano y su familiar, habían contratado prostitutas colombianas, quienes fueron las causantes del rob.

### Comisión de contraloría
El diputado opositor Ismael León Luque quien era suplente de la Comisión de Contraloría llevó las pruebas contra Superlano ante su partido Voluntad Popular (VP), cuyo caso es analizado por la Comisión de Resolución y Conflicto (CRC) el 1 de diciembre de 2019, luego de un inmenso escándalo, por la investigación del portal ArmandoInfo, VP decide separar de la Comisión de Contraloría a los diputados Guillermo Luces, Richard Arteaga y Freddy Superlano. “Iniciamos una investigación interna y un proceso disciplinario para determinar las responsabilidades de las personas involucradas en la acusación. Los diputados ya han sido notificados al respecto. Los parlamentarios señalados estarán sometidos a cualquier investigación, medio u organismo independiente que permita llegar al fondo de este caso, garantizar el derecho a la defensa y aclarar su participación en cualquier hecho irregular”
Como parte de su gestión política como presidente de la Comisión Permanente de Contraloría del Parlamento venezolano. de la Asamblea Nacional en el exilio el diputado se presentó ante la Fiscal del Sur del Estado de Florida el 16 de diciembre de 2019 y ante la Fiscalía  de Colombia el 13 de enero de 2020 para solicitar acelerar y profundizar en la investigación que involucra a la red de corrupción de Alex Saab con varios diputados encabezados por Luis Parra y Adolfo Superlano. En octubre de 2021 el exembajador Humberto Calderón Berti denunció a Superlano de haber firmado las cartas de buena conducta de los socios de Alex Saab y la empresa Salva Foods durante una querella con Leopoldo López, presentando copias de las cartas.

### Elecciones a la gobernación en Barinas en 2021
El 31 de agosto de 2020 Nicolás Maduro otorgó un indulto presidencial a 100 presos, incluyendo a presos políticos y diputados perseguidos entre los cuales aparece Freddy Superlano mediante decreto N° 4277, según gaceta oficial extraordinaria N° 6569. En las elecciones regionales de 2021, cuando las proyecciones del CNE favorecían al candidato Freddy Superlano, del 37,60 %, frente al 37,21 % de votos obtenidos por el candidato oficialista Argenis Chávez, el conteo final y la lectura de los resultados fueron suspendidos por sentencia del TSJ. En dicha sentencia se anunció que Freddy Superlano quedó suspendido de ocupar cargos públicos ante la denuncia de Adolfo Superlano según la resolución N° 78-2021 expuestos a la supuesta existencia de procedimientos y averiguaciones administrativas y penales a pesar de haber sido indultado en el 2020. En una entrevista televisada el rector del CNE Roberto Picón  reveló que la gobernación de Barinas la ganó por 130 votos Freddy Superlano además de que nunca llegó una sentencia judicial firmada que justifique inhabilitar personas durante las elecciones de Barinas.

### Arresto
El 30 de julio de 2024 Freddy Superlano fue detenido por las autoridades e ingresado a un vehículo, dos días después de las elecciones y en medios de las denuncias de fraude hechas por la oposición. Actualmente se desconoce su paradero. El expresidente Diosdado Cabello dijo que «está cantando muy bien, es bilingüe», palabras que DW interpretó como que estaba siendo torturado.